# Gymnopleurus janssensi
Gymnopleurus janssensi är en skalbaggsart som beskrevs av Schafer och Fischer 2001. Gymnopleurus janssensi ingår i släktet Gymnopleurus och familjen bladhorningar. Inga underarter finns listade i Catalogue of Life.